# Yoogali
Yoogali is een plaats in de Australische deelstaat New South Wales.